# 青胜乡
青胜乡，是中华人民共和国云南省昭通市永善县下辖的一个乡镇级行政单位。

## 行政区划
青胜乡下辖以下地区：
青胜村、民胜村、江北村和玉盘村。